# Artroplàstia de maluc
L'artroplàstia de maluc és un procediment quirúrgic en el qual l'articulació de maluc es substitueix per un implant protètic, és a dir, una pròtesi de maluc. La cirurgia de substitució de maluc es pot realitzar com a reemplaçament total o hemi (la meitat). Aquesta cirurgia ortopèdica de reemplaçament articular es realitza generalment per alleujar el dolor de l'artrosi o sovint en algunes fractures de maluc. Una artoplàstia total de maluc consisteix en substituir tant l'acetàbul com el cap femoral mentre que l'hemiartroplàstia generalment només substitueix el cap femoral. La substitució de maluc és actualment una de les operacions ortopèdiques més comunes, tot i que la satisfacció del pacient a curt i llarg termini varia àmpliament. Es calcula que aproximadament un 58% del total de reemplaçaments de maluc duraran 25 anys. El cost mitjà d'un reemplaçament total de maluc el 2012 va ser d'uns 7.700 a 12.000 dòlars a la majoria de països europeus.